# Finanzamt Ehingen

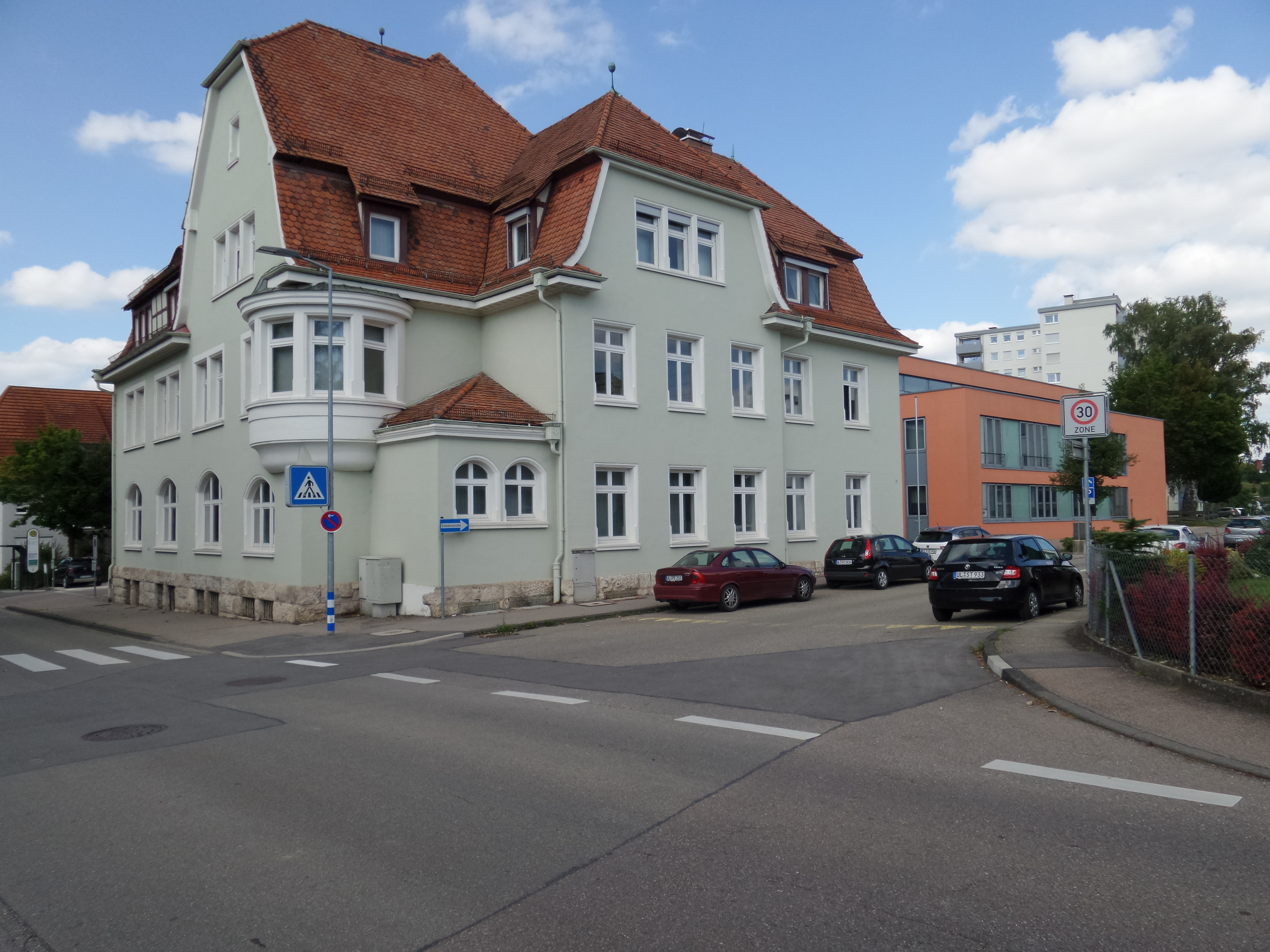
Sitz des Finanzamtes Ehingen in der Hehlestraße 19

Das Finanzamt Ehingen in Ehingen entstand nach der Auflösung der Kameralämter in Württemberg als Nachfolgebehörde des Kameralamts Ehingen. Das Finanzamt ist heute eine örtliche Behörde der Finanzverwaltung in Baden-Württemberg.

## Geschichte
Im Jahr 1922 erfolgte die Abgabe der Liegenschaftsverwaltung an das Staatsrentamt Ulm. 
1943 wurde das Finanzamt Ehingen an das Finanzamt Riedlingen als Außenstelle angegliedert. Im Jahr 1945 wurde das Finanzamt Ehingen neu errichtet.
Seit 1974 ist das Finanzamt Ehingen für einen Teil des Alb-Donau-Kreises zuständig.